# Ultra Naté
Ultra Naté (Baltimore, 20 maart 1968) is een Amerikaanse zangeres die vooral bekend is vanwege vele bijdragen aan diverse houseplaten. Het meest bekend is ze van de hit Free (1997).

## Levensloop en carrière
Ultra Naté werd geboren in Baltimore. Ze nam haar eerste plaat op in 1989. De single It's Over Now bereikte de 62ste plaats in Groot-Brittannië. Ook nam ze de single Scandal (1990) op met de Basement Boys. Dat leverde de samenwerking een contract op bij Warner Music. Ultra en de Basement Boys namen gezamenlijk het album Blue Notes In The Basement (1991) op. In 1993 volgde het album One Woman's Insanity. Haar single Joy behaalde de 2de plaats in de Amerikaanse dancecharts in 1993. De single Show Me zelfs de eerste plaats. Het album werd grotendeels door de Basement Boys werd geproduceerd, maar er stond ook een track op met Nellee Hooper. Deze track, How long, werd geremixt door het dj-duo Heller & Farley. Die remix vormde weer de basis voor de plaat Ultra Flava, waar beide heren in 1996 een househit mee scoorden.
Daarna werd het een tijdje wat rustiger rond Ultra Nate. Warner Music wilde dat ze meer richting r&b ging, maar dat zag ze niet zitten. Dat leidde tot een breuk. In 1996 werkte ze samen met de gelegenheidsformatie B-Crew van Erick Morillo. Ze was intussen bij het label Strictly Rhythm terechtgekomen. Daar boekte ze haar grootste succes. In 1997 stond de single Free in verschillende landen in de hitlijsten. In Groot-Brittannië haalde de single de vierde plaats en werd door Mixmag uitgeroepen tot beste single van het jaar. De single was een voorbode van het album Situation:Critical (1998). Dit album deed het vooral goed in het Verenigd Koninkrijk. De tweede single, Found A Cure, haalde in Nederland de hitlijsten niet, maar was in Groot-Brittannië een nummer 6-hit.
In 1999 was Ultra Naté onderdeel van het trio Stars on 54 dat een hit scoorde met If you could read my mind, een cover van zanger Gordon Lightfoot. Het nummer is afkomstig van de soundtrack bij de film Studio 54. In 2000 bracht Ultra Naté het album Stranger Than Fiction uit, waarvan de singles Desire en Get It Up de eerste positie van de Amerikaanse dancelijsten behaalden. Aan het album werkten diverse producers mee, onder wie 4hero, D'Influence en Mood II Swing. Lenny Kravitz leverde eveneens een muzikale bijdrage.
Er volgde weer een rustigere periode. Daarin werkte ze onder andere samen met StoneBridge en aan het project Underground Dance Artists United For Life van Blaze. In 2007 volgde het album Grime | Silk | Thunder. Daarvan haalde Automatic de hitlijsten in verschillende landen. De EP Things Happen at Night (2009) deed niet zoveel, maar de single Destination (2010) met Tony Moran kwam wederom hoog in de Amerikaanse dancelijst. De single Turn it up (2011) deed het goed. Het nummer was een voorbode voor het album Hero Worship, dat uiteindelijk in 2013 verscheen. Hierop werd samengewerkt met Chris Willis, David Morales en Robbie Rivera.
In 2012 deed Ultra Naté een poging om via Zwitserland mee te doen aan het Eurovisiesongfestival, maar dat mislukte.

## Discografie

### Studioalbums
- Blue Notes in the Basement (1991)
- One Woman's Insanity (1993)
- Situation: Critical (1998)
- Stranger Than Fiction (2001)
- Grime, Silk, & Thunder (2007)
- Things Happen at Night (2010) ep
- Hero Worship (2013)
- Black Stereo Faith (2017) als Ultra Naté & Quentin Harris

### Singles
| Single met hitnotering(en) in de Vlaamse Ultratop 50 | Datum van verschijnen | Datum van binnenkomst | Hoogste positie | Aantal weken | Opmerkingen |
| ---------------------------------------------------- | --------------------- | --------------------- | --------------- | ------------ | ----------- |
| Free                                                 | 1997                  | 23-08-1997            | 22              | 14           |             |
| Automatic                                            | 2007                  |                       | tip5            |              |             |

| Single met eventuele hitnotering(en) in de Nederlandse Top 40 | Datum van verschijnen | Datum van binnenkomst | Hoogste positie | Aantal weken | Opmerkingen             |
| ------------------------------------------------------------- | --------------------- | --------------------- | --------------- | ------------ | ----------------------- |
| Free                                                          | 1997                  | 06-09-1997            | 29              | 4            | Dancesmash op Radio 538 |
| Automatic                                                     | 2007                  |                       |                 |              |                         |